# Trachea stieglmayei
Trachea stieglmayei là một loài bướm đêm trong họ Noctuidae.